# Recettes Illimitées
La société de Recettes Illimitées (anglais : Recipe Unlimited) anciennement Cara Limitée, est une entreprise canadienne de restauration exploitant différentes chaînes de restaurants au Canada. Cara fournit également des services de restauration aux compagnies aériennes : 11 cuisines de l'air, 10 cantines, 3 magasins, le tout servant plus de 26 millions de repas aux passagers par année.
Cara Limitée détient les restaurants :
- Harvey's (363 restaurants-minutes)
- Kelseys (en) (99 restaurants familiaux),
- Swiss Chalet (en) ou Chalet Suisse (186 restaurants),
- Montana's Cookhouse (en) (47 restaurants),
- The Keg (en) (160 restaurants),
- Second Cup (388 cafés-resto),
- Milestones Grill and Bar (en) (20 restaurants haut de gamme),
- Rôtisseries St-Hubert (117 restaurants).
- East Side Mario's

En septembre 2022, l'entreprise est acquise par Fairfax Financial.

## Historique
Le 13 juin 2006, Cara vend Second Cup à l'un de ses ex-dirigeants .
En avril 2016, Cara Limitée annonce l'acquisition de St-Hubert BBQ pour 537 millions de dollars canadien.
En mai 2018, la société annonce un changement de nom pour Recipe Unlimited Corporation.

## Sources
1. ↑  Knowledge Graph (graphe de connaissances), consulté le 12 mai 2020.
2. 1 2 3 4 5 6 7 8 9 10 11 12 13 14 15 16 17  « https://recipeunlimited.investorroom.com/2021-03-03-Recipe-Unlimited-to-Release-2020-Fourth-Quarter-and-Year-End-Results » (consulté le 27 mai 2023)
3. ↑  « https://www.anejo.ca/en/privacy.html » (consulté le 27 mai 2023)
4. ↑  « https://www.blancocantina.ca/en/privacy.html » (consulté le 27 mai 2023)
5. ↑  « https://picklebarrel.ca/privacy-policy/ » (consulté le 27 mai 2023)
6. ↑  « https://www.freshkitchens.ca/en/privacy.html » (consulté le 27 mai 2023)
7. ↑  « St-Hubert et les autres enseignes de Recettes illimitées avalées par Fairfax Financial », sur Le Soleil, 1er septembre 2022 (consulté le 30 septembre 2022)
8. ↑  Cara Operations cède la chaîne Second Cup à un de ses anciens dirigeants, La Presse canadienne, 13 juin 2006
9. ↑  Canada's Cara to buy St-Hubert BBQ chain for C$537 million, Amrutha Gayathri et Euan Rocha, Reuters, 31 mars 2016
10. ↑  https://www.newswire.ca/news-releases/cara-reports-q1-2018-results-led-by-solid-same-store-sales-growth-682335861.html